# Цифрова звукова робоча станція

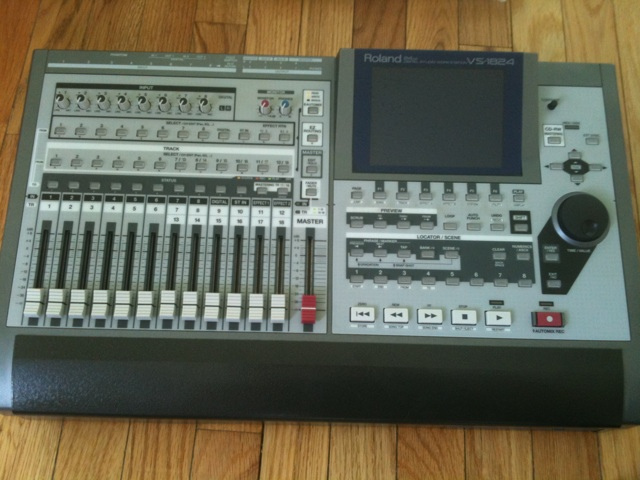
24-бітна, 18-доріжкова цифрова робоча станція Roland VS-1824 з вбудованим цифровим мікшером, ефектами і можливістю створення компакт-дисків

Цифрова́ звукова́ робо́ча ста́нція, або просто робо́ча ста́нція (англ. digital audio workstation, DAW) в термінології музичних продюсерів — електронна система, призначена для запису і редагування цифрового аудіо. Основна властивість робочих станцій — можливість вільно маніпулювати із записаним звуком, більшість робочих станцій також підтримують технологію MIDI.

## Коротка характеристика
Робоча станція може бути реалізована на основі комп'ютера, або як окрема інтегрована система.
До появи персональних комп'ютерів робочі станції реалізовувались виключно як інтегровані апаратні системи, що включали мікшер, панель керування, аудіоконвертер і пристрій збереження інформації. З появою та здешевленням ПК такі системі частково було витіснені з ринку, проте деякі з них продовжують розвиватися, як наприклад серії Roland Fantom X, Yamaha AW та інші.
Від початку XXI століття робочі станції реалізуються на базі персонального комп'ютера. Для реалізації такої системи висуваються високі вимоги до апаратного забезпечення — насамперед до звукової карти комп'ютера, яка оцифровує звук при його запису, уможливлює його відтворення, іноді також частково здійснює обробку звуку. Крім того робота зі звуком вимагає швидкого процесора та великої за обсягом оперативної пам'яті.
На програмному рівні робоча станція реалізується як програма багатоканального зведення, що дозволяє керувати процесом запису та обробки звуку. В цьому аспекті терміни «програма багатоканального зведення» та «робоча станція» є синонімічними. Більшість подібних програм дозволяють працювати також з MIDI-матеріалом, озвучення якого здійснюється за допомогою під'єднувальних модулів, наприклад віртуальних або зовнішніх синтезаторів, семплерів тощо.

### Пропрієтарні системи
| - Ableton Live - ACID Pro - Adobe Audition - AMS Neve Audiofile SCX - Cakewalk SONAR - Chaotic Daw - Dub Turbo - Digital Performer - Energy XT - FL Studio - GarageBand - Logic Pro | - MadTracker - MAGIX Samplitude - MAGIX Sequoia - Mixcraft - Monkey Tools - MU.LAB (free version available) - MultitrackStudio - n-Track Studio - Orion Platinum - PreSonus Studio One - Pro Tools - Pyramix | - REAPER - Record - Renoise - Reason - SAWStudio - Soundtrack Pro - Steinberg Cubase - Steinberg Nuendo - Tracktion - Usine - Zynewave Podium (free version available) - Z-Maestro |

### Вільні системи
- Ardour
- LMMS
- MusE
- Qtractor
- Rosegarden
- Traverso DAW